# لول

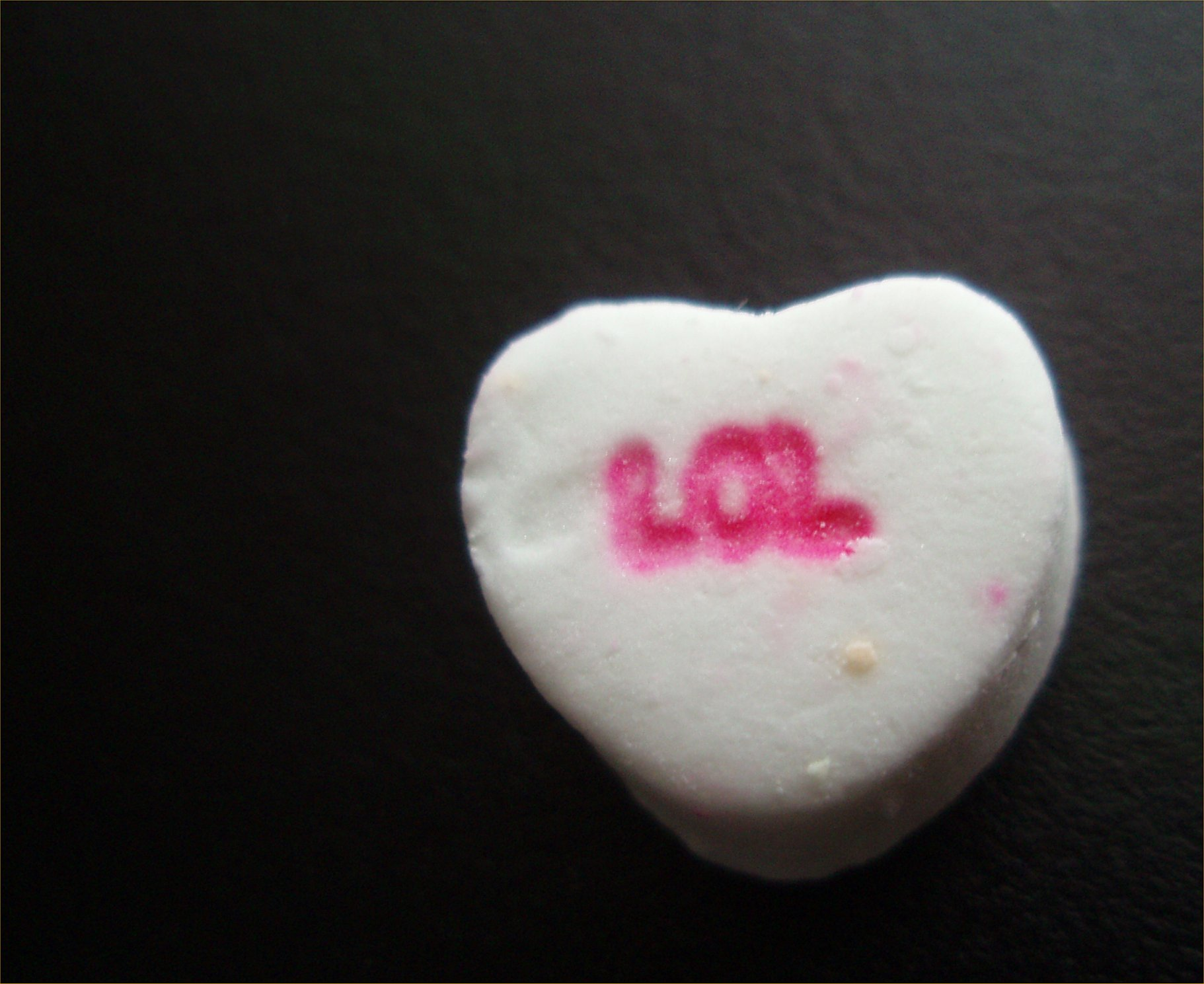
لول مكتوبة بالإنجليزية على حلوى بشكل قلب.

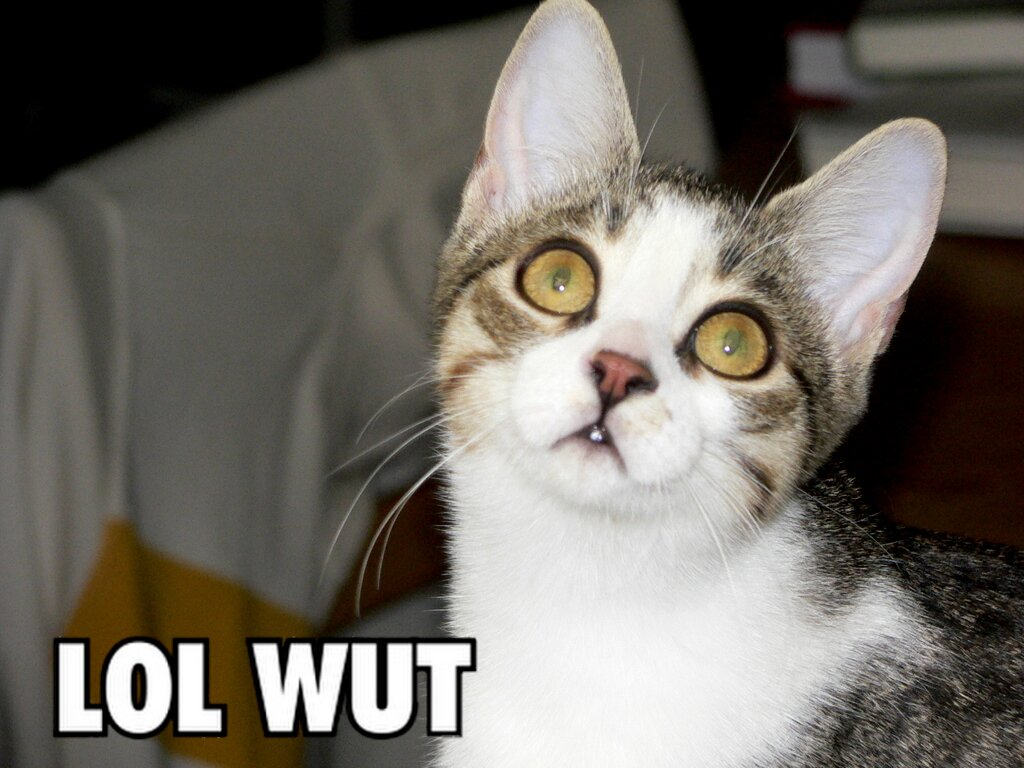
صورة للولكات تستخدم "لول"

لول (بالإنجليزية: LOL)‏ هي اختصار لجملة الضحكُ بصوت عال، بالإنجليزية «laughing out loud»، هي من عامية الإنترنت الأساسية؛ تُستخدم بغرض الإستهزاء أو التعبير عن الضحك، أدرج قاموس أكسفورد الإنجليزي الكلمة لأول مرة في مارس 2011.